# Sam's Town
Sam's Town je drugi album skupine The Killers, ki je izšel okrobra leta 2006.

Na njem najdemo 12 pesmi:

1."Sam's Town" – 4:06
 
2."Enterlude" – 0:49
 
3."When You Were Young" – 3:40
 
4."Bling (Confession of a King)" – 4:08
 
5."For Reasons Unknown" – 3:32
 
6."Read My Mind" – 4:06
 
7."Uncle Jonny" – 4:25
 
8."Bones" – 3:47
 
9."My List" – 4:08
 
10."This River Is Wild" – 4:38
 
11."Why Do I Keep Counting?" – 4:24
 
12."Exitlude" – 2:24

Poleg teh pa še:

"Where the White Boys Dance" – 3:26
 
"All the Pretty Faces" – 4:45
 
"Daddy's Eyes" – 4:13
 
"When You Were Young – 6:23